# Heather Mazur
 (juin 2017).
Si vous disposez d'ouvrages ou d'articles de référence ou si vous connaissez des sites web de qualité traitant du thème abordé ici, merci de compléter l'article en donnant les références utiles à sa vérifiabilité et en les liant à la section « Notes et références ».
Heather Mazur, née le 17 juin 1979 à Pittsburgh Pennsylvanie, est une actrice et mannequin[réf. nécessaire] américaine.

## Biographie
Heather Mazur étudie à l'Université Carnegie Mellon et à la Yale School of Drama.
Elle joue dans La Nuit des morts-vivants avant de faire une apparition dans la série télévisée Hack en 2003. Depuis, elle a joué dans Numb3rs, Joey, Les Experts : Manhattan (CSI: NY), Les Experts : Miami (CSI: Miami), Moyen, Esprits criminels, Los Angeles, police judiciaire (Law & Order: Los Angeles), Mentalist (The Mentalist) et dans JJ Abrams.
Elle a également eu des rôles récurrents dans Crash entre 2008 à 2009 et dans Pretty Little Liars de 2010 à 2012.

## Filmographie

### Cinéma
- 1990 : La Nuit des morts-vivants (Night of the Living Dead) de Tom Savini : Sarah Cooper
- 2008 : Le Fantôme de mon ex-fiancée : Sue
- 2010 : The Funeral Planner : Maddy Banks
- 2013 : A Leading Man : Rachel Cohen
- 2014 : Dwell Time : Betsy
- 2015 : Dispatch : Cortez
- 2015 : Darkness Rising : Kate
- 2016 : Drive Me to Vegas and Mars : Momma

### Télévision
- 2003 : Le Justicier de l'ombre : Rina Lowe
- 2006 : Numb3rs : Janet Eckworth
- 2006 : Related : Sue
- 2006 : Joey : Une femme
- 2007 : Big Shots : Nadia
- 2007 : Journeyman : Bonnie
- 2008 : Les Experts : Manhattan : Natalie Greer
- 2009 : Anatomy of Hope : Harriet
- 2009 : Médium : Clare Burnes
- 2009 : Crash : Amy Battaglia
- 2009 : Three Rivers : Tracy Warren
- 2010 : Los Angeles, police judiciaire : Dr Phoebe Coburn
- 2010 : Les Experts : Miami : Rose Garrigan
- 2011 : Esprits criminels : Kate Phinney
- 2011 : Mentalist : Colette Santori
- 2011 : Pretty Little Liars : Isabel Randall
- 2011-2015 : Awkward : Darlene Saxton
- 2012 : Bones : Marcy Drew
- 2014 : Switched at Birth : Lydia Kaiser
- 2014 : Modern Family : Anne Gibbs
- 2015 : Glee
- 2015 : House of Lies : Kathy Nichols
- 2015 : Castle : Gwen Kelly
- 2015 : NCIS : Enquêtes spéciales : Laura Strike-DePalma
- 2015 : Wicked City : Penelope Evans
- 2016 - 2017 : Insecure : Hannah Richards-Foster
- 2017 : Doubt : Affaires douteuses : Stephanie Verner
- 2017 : Chance : Talia
- 2018 : 9-1-1 : Beth Clark
- 2018 : Grey's Anatomy : Erin Mason
- 2018 - 2019 : Les Feux de l'amour : Brenda Brecheen
- 2019 : Magnum : Gina Pryor
- 2019 : Dear White People : Caroline Tuttle
- 2019 : Good Trouble : Angela Miller
- 2019 : Murder : Heidi Turpin
- 2019 - 2023 : Tacoma FD (en) : Vicky Penisi McConky
- 2020 : NCIS : Los Angeles : Margaux West
- 2021 : The Resident : Magdalena Axenberg
- 2021 - 2023 : Hôpital central : Maire adjointe Eileen Ashby
- 2022 : La Défense Lincoln : Carol Dubois
- 2022 : American Gigolo : Anne
- 2023 : The Rookie: Feds : Ashley Page
- 2024 : S.W.A.T. : Lydia Samuels